# Habronattus cockerelli
Habronattus cockerelli là một loài nhện trong họ Salticidae.
Loài này thuộc chi Habronattus. Habronattus cockerelli được Richard C. Banks miêu tả năm 1901.